# Val Badia

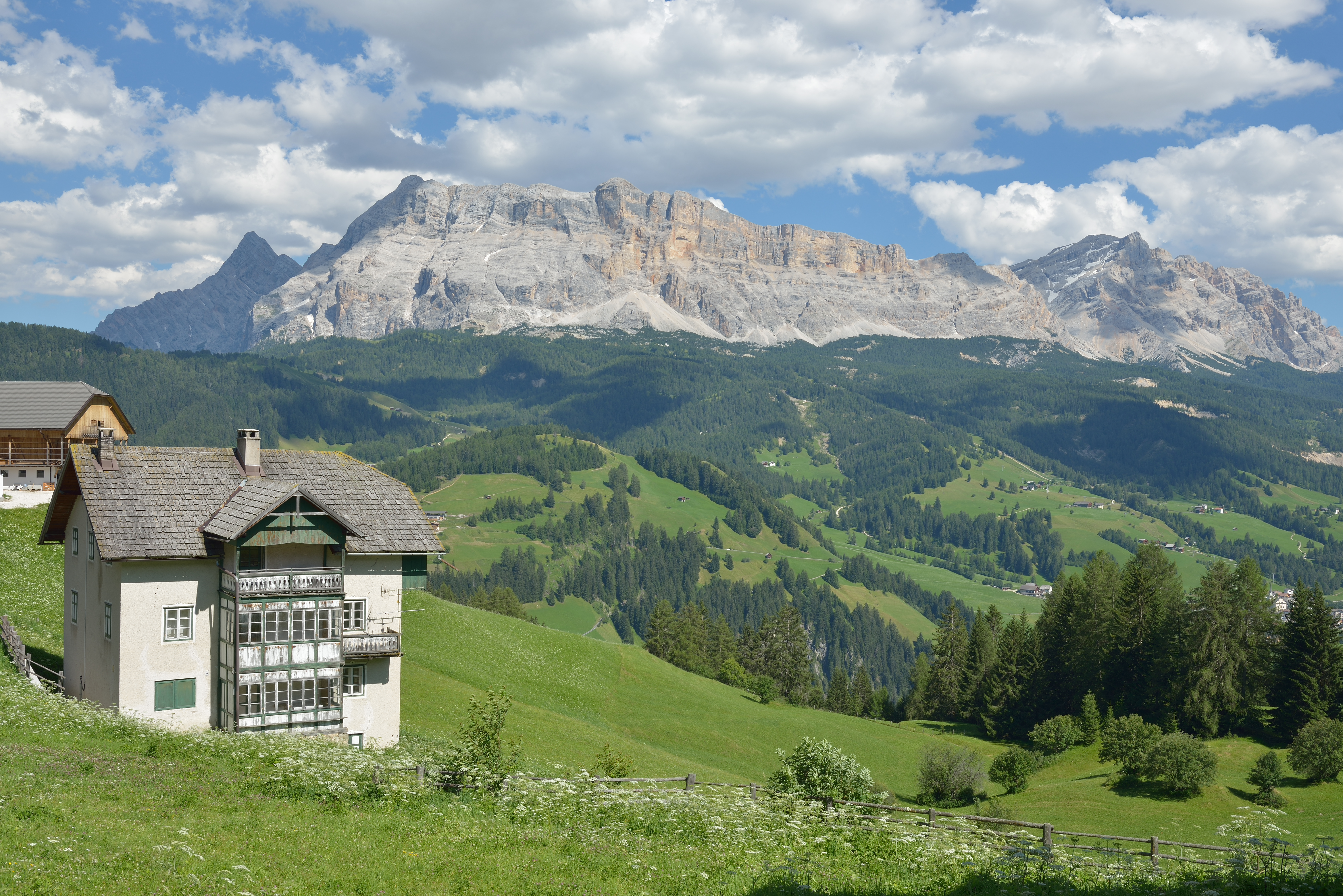

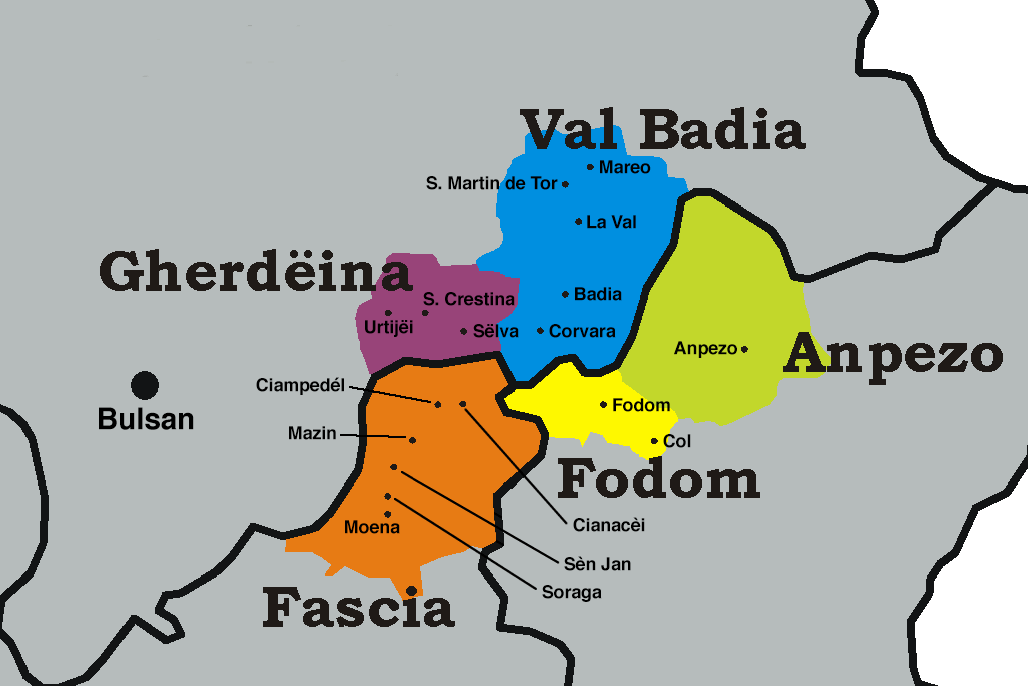

Val Badia, (tyska Gadertal, italienska Val Badia, ladinska Val Badia) är en dalgång i den autonoma italienska provinsen Bolzano i regionen Trentino-Alto Adige (Sydtyrolen). 
Dalens kulturella centrum ligger och den mest känd ställe är St. Martino in Badia med museet "Ciastel de Tor" och Institutet för ladinsk språkutveckling "Micurà de Rü". 
Val Badia har en stor ladinsk befolkning och är en av de mest kända skidorterna i Alperna. Val Badia var arrangörsort vid världsmästerskapen i alpin skidsport från 1985. Det första loppet vanns av Ingemar Stenmark.  Orten är en del av det enorma sammanvuxna skidområdet Dolomiti Super Ski som består av tiotals dalar och över 400 liftar. Val Badia är också en av startpunkterna i rundturen Sellaronda.